# George Graham Vest

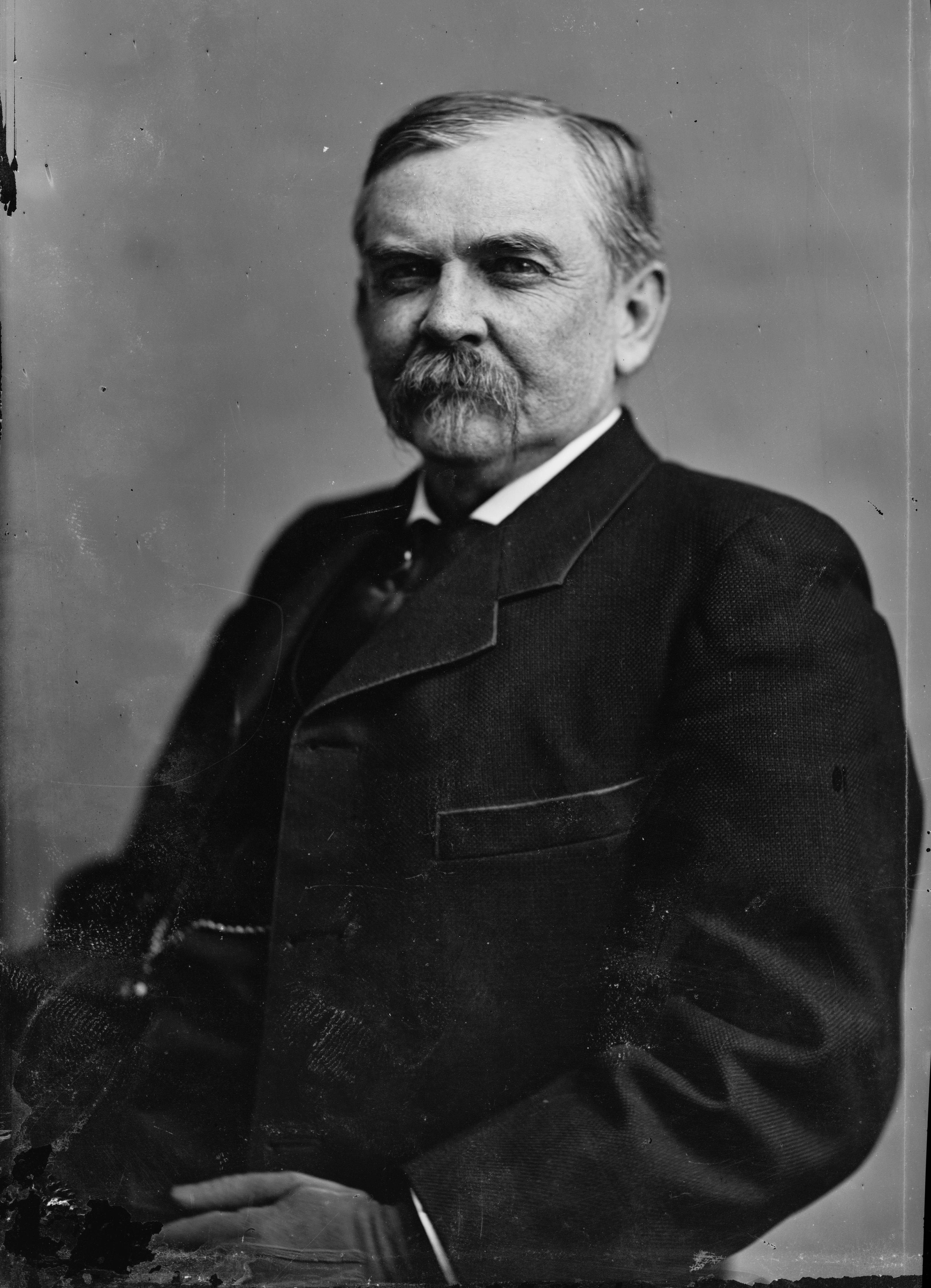
George Graham Vest

O americano George Graham Vest (Frankfort, 6 de dezembro de 1830 - Sweet Springs, 9 de agosto de 1904) foi senador entre 1879 e 1903, mas ficou mais conhecido pelo discurso que fez durante um pequeno julgamento em Missouri, ainda quando era advogado, em 23 de setembro de 1870. O processo que o fez famoso tratava da morte de Old Drum (Velho Tambor), o melhor cão de caça de um fazendeiro local. Um vizinho, desconfiado que o animal andava matando suas ovelhas, deu ordens para que atirassem no cachorro se ele voltasse a aparecer em suas terras. Quando Old Drum foi encontrado morto perto da casa dele, seu proprietário resolveu processá-lo, pedindo uma indenização de 50 dólares; o júri lhe concedeu 25 dólares, mas o vizinho apelou da sentença. O dono do cão conseguiu um novo julgamento e contratou dois advogados, um deles George Vest — que, com seu discurso, arrancou lágrimas dos jurados e cunhou a célebre frase "o cão é o melhor amigo do homem".
Em 1958 a cidade de Warrensburg, onde tudo aconteceu, homenageou Old Drum com uma estátua de bronze.
Em 2000, a história do julgamento foi base para um filme — The Trial of Old Drum (Meu Amigo Drum); George Graham Vest foi interpretado por Scott Bakula e Old Drum, pelo Golden Retriever Ajax.

## Tributo a um Cão (Eulogy of the Dog)
Senhores jurados, o melhor amigo que um homem tem neste mundo pode voltar-se contra ele e tornar-se seu inimigo. O filho ou filha que educou com amor e cuidado podem responder com ingratidão. Aqueles que estão mais próximos e são mais amados por nós — aqueles a quem nós confiamos nossa felicidade e nosso bom nome — podem tornar-se traidores desta confiança.
O dinheiro que um homem tem, pode perder. Foge dele, talvez quando ele mais precisa. A reputação de um homem pode ser sacrificada no momento de uma ação impensada. As pessoas que se apressam a se ajoelharem a nossos pés quando o sucesso está conosco, podem ser as primeiras a jogarem a pedra da malícia quando o fracasso paira sobre nossas cabeças.
O único amigo desinteressado que um homem pode ter neste mundo egoísta — aquele que nunca é ingrato ou traiçoeiro — é seu cão. Senhores jurados, o cão permanece com seu dono na prosperidade e na pobreza, na saúde e na doença. Ele dormirá no chão frio, onde os ventos invernais sopram e a neve se lança impetuosamente, se apenas o deixarem estar ao lado de seu dono.
Ele beijará a mão que não tem alimento a oferecer, ele lamberá as feridas e as dores que aparecem nos encontros com a violência do mundo. Ele guarda o sono de seu dono miserável como se este fosse um príncipe. Quando todos os amigos o abandonarem, ele permanecerá. Quando a riqueza desaparece e a reputação se despedaça, ele é constante em seu amor, como o sol em sua jornada através dos céus.
Se a fortuna arrasta o dono para o exílio, sem amigos e sem abrigo, o cão fiel não pede mais do que o privilégio de acompanhá-lo, a fim de protegê-lo contra o perigo, a fim de lutar contra seus inimigos.
E quando a cena final se apresenta e a morte leva o dono em seus braços e seu corpo é deixado no chão frio, não importa que todos os amigos sigam seu caminho; lá, ao lado de sua sepultura, se encontrará o nobre cão, a cabeça entre suas patas, os olhos tristes mas alertas, fiel e verdadeiro até à morte.